# Zhang Zuolin
Zhang Zuolin, född 19 mars 1875, död 4 juni 1928 i Mukden, var en kinesisk militär och politiker. Under sin livstid var han mest känd som krigsherre i Manchuriet.
Zhangs ursprung och tidiga barndom är höljda i dunkel. Han fick ingen skolunderbyggnad och gjorde sig först känd under rysk-japanska kriget 1904-05, som anförare för frikårer, vilka i Manchuriet med japanskt stöd bekämpade ryssarna. Efter freden i Portsmouth 1905 trädde Zhang och hans män i kinesisk tjänst, vann snabb militär befordran samt blev i samband med 1911 års revolution militärguvernör (dujun 督军) i provinsen Fengtian med förvaltningssäte i Mukden.
Zhang tjänade troget Yuan Shikai fram till den monarkiska rörelsens misslyckande 1916, då han övergav Yuans parti. Han bistod 1917 Duan Qirui att slå ned general Zhang Xuns monarkiska kuppförsök 1917 och styrde sedan 1918 tämligen självständigt de tre manchuriska provinserna Fengtian, Jilin och Heilongjiang med titeln högste militärbefälhavare. Zhang spelade en mycket framträdande roll under de ständiga inbördeskrigen. Sålunda samverkade han 1920 med provinsguvernören Wu Peifu att göra slut på det med Japan förbundna Anfu-partiets makt över centralregeringen i Peking. Han kom därefter snart i konflikt med Wu Peifu - de bekrigade varandra särskilt häftigt 1922 och 1924 och uppsatte sistnämnda år, i förening med den från Wu Peifu avfallne "kristne generalen" Feng Yuxiang, till provisorisk president Duan Qirui.
Under senare delen av tjugotalet bekämpade Zhang energiskt det sovjetiska inflytandet i Kina och stod en tid i tämligen vänskapliga förbindelser med Japan. Han lyckades 1926, med bistånd av sin son Zhang Xueliang, kallad "Den unge generalen", att göra Feng Yuxiangs ställning i Peking ohållbar (denne begav sig då på "studieresa" till Ryssland) samt att i Manchuriet undertrycka ett farligt resningsförsök av en underbefälhavare.
I juni 1926 ockuperade Zhang Peking och ställde sig i spetsen för det som då formellt var Republiken Kinas internationellt erkända regering. Han genomförde där en utrensning mot kommunisterna i staden och avrättade bland annat kommunistledaren Li Dazhao, som hade sökt tillflykt i den sovjetiska ambassaden.
Zhangs ställning i Nordkina hotades dock av Chiang Kai-shek och i maj 1928 tvingades Zhangs Fengtian-armé retirera mot huvudstaden. Den 3 juni lämnade Zhang Peking med ett tåg, vilket följande dag utsattes för ett bombattentat när tåget passerade järnvägsstationen Huanggutun utanför Mukden. Zhang skadades svårt och avled ett par timmar senare. Bakom attentatet stod den japanska Kwantung-armén, som genom att röja undan Zhang ville stärka det japanska inflytandet i södra Manchuriet. 
Zhang Xueliang tog över sin fars ställning och var Manchuriets krigsherre ända tills Japan fördrev hans armé och skapade marionettstaten Manchukuo.